# People v. Anderson
The People of the State of California v. Robert Page Anderson foi um caso judicial da Suprema Corte da Califórnia que proibiu em fevereiro de 1972 a aplicação da pena de morte no estado. Posteriormente, foi revogada por uma emenda constitucional estadual, conhecido como a Proposição 17. Desde que a pena de morte foi restabelecida, em 1976, a Califórnia executou treze presos. Em 2012, um referendo propôs substituir a pena de morte pela prisão perpétua, mas foi rejeitado por 52% dos votantes.